# Monumento à Abertura dos Portos
O Monumento à Abertura dos Portos às Nações Amigas é um memorial brasileiro localizado no Largo de São Sebastião, diante do Teatro Amazonas, na cidade de Manaus.
Em 1867 foi inaugurado o primeiro memorial, mais simples e em formato de obelisco. O monumento atual foi erguido em 1899 e inaugurado em 1900, em comemoração pela liberação dos portos e rios da Amazônia às nações estrangeiras, em 1866.

## História
O monumento que hoje se encontra na praça não é o original. O primeiro levantado era somente um obelisco, inaugurado em 1867, registrando a data do acontecimento histórico. Em 1899, com a riqueza advinda da exploração da borracha, ergue-se outro monumento (o atualmente existente) mais imponente e de maior valor artístico, sob a supervisão e criação do artista italiano Domenico de Angelis, que na época dedicava-se à decoração do salão nobre do Teatro Amazonas, então em construção. Todo material usado no monumento foi importado da Europa, especialmente da Itália.
Inaugurado em 1900, no ano da comemoração do quarto centenário do Brasil, o monumento simboliza os quatro “cantos do mundo”: Ásia, América, África e Europa, cada um é representado por uma embarcação, com um menino sentado.
O monumento registra a data de XV de Novembro — ocasião do golpe de Estado de 1889 que instaurou a República no Brasil — ressaltando o nome de José Cardoso Ramalho Júnior, na época governador do Estado do Amazonas. Em 1995 a praça foi integralmente recuperada pela Prefeitura de Manaus, em convênio de parceria com a empresa Xerox do Brasil.

## Características
Construído em mármore, granito e bronze, a obra é uma alegoria ao comércio. O deus Mercúrio, símbolo da Indústria e do Comércio, fica no topo do monumento. A figura principal é composta pela escultura de uma mulher — que representa a Amazônia — com uma tocha na mão direita, enquanto que a esquerda pousa sobre o ombro do deus Mercúrio — divindade romana que simboliza o Comércio —, colocado em plano inferior. Nas faces do pedestal quadrangular, estão retratados quatro continentes do globo terrestre.
No barco da África, sentado em uma cabeça que simboliza o Egito, com símbolos também egípcios, um menino segura duas presas de elefante; o barco da Europa, que exibe uma águia à proa, mostra um menino segurando um globo terrestre; o barco asiático mostra o “croissant”, símbolo dos muçulmanos, caracteres antigos gravados à proa e o menino às costas de um leão; no barco da América encontra-se agrupados elementos decorativos diversos, com um menino à proa e uma serpente enrodilhada na quilha do barco.
O piso — com desenhos sinuosos que posteriormente teriam inspirado as calçadas de Copacabana, na cidade do Rio de Janeiro — simbolizam o encontro das águas dos rios Negro e Solimões.

## Selo dos Correios
No dia 11 de agosto de 2017, o Chefe de Estado-Maior do Comando do 9.º Distrito Naval da Marinha do Brasil, Capitão de Mar e Guerra (CMG) Ken Williams Schonfelder, participou do lançamento do Selo Comemorativo ao Monumento à Abertura dos Portos às Nações Amigas, localizado no Largo de São Sebastião, Centro Histórico de Manaus.
O evento organizado pelos Correios em parceria com o Governo do Estado do Amazonas, por meio da Secretaria de Estado de Cultura (SEC), teve como objetivo ilustrar uma nova série de selos comemorativos da Emissão Postal Especial Monumentos Históricos Brasileiros, dentre eles: o Monumento à Abertura dos Portos; a Estátua equestre de D. Pedro I, no Rio de Janeiro e a Estátua do Laçador, em Porto Alegre.